# Kabinett Erich
Das Kabinett Erich war das sechste Regierungskabinett in der Geschichte Finnlands. Es amtierte vom 15. März 1920 bis zum 9. April 1921 (391 Tage).

## Minister
| Amt                                        | Name                                                                   | Partei                       |
| ------------------------------------------ | ---------------------------------------------------------------------- | ---------------------------- |
| Ministerpräsident                          | Rafael Erich                                                           | Nationale Sammlungspartei    |
| Außenminister                              | Rudolf Holsti                                                          | Nationale Fortschrittspartei |
| Justizminister                             | bis 28. Juni 1920: Karl Söderholm ab 28. Juni 1920: Hjalmar Granfelt   | Schwedische Volkspartei      |
| Wehrminister                               | Bruno Jalander                                                         | parteilos                    |
| Innenminister                              | Albert von Hellens                                                     | Nationale Fortschrittspartei |
| Finanzminister                             | Jonathan Wartivaara                                                    | Nationale Sammlungspartei    |
| Kirchen- und Bildungsminister              | Lauri Ingman                                                           | Nationale Sammlungspartei    |
| Landwirtschaftsminister                    | Eero Pehkonen                                                          | Landbund                     |
| Stellvertretender Landwirtschaftsminister  | Eero Hahl                                                              | Landbund                     |
| Minister für Infrastruktur                 | Magnus Lavonius                                                        | Nationale Fortschrittspartei |
| Handels- und Industrieminister             | bis 12. August 1920: Leo Ehrnrooth ab 19. August 1920: Hjalmar Procopé | Schwedische Volkspartei      |
| Sozialminister                             | Vilkku Joukahainen                                                     | Landbund                     |
| Minister für provisorische Angelegenheiten | Kaarlo Wuokoski                                                        | Nationale Fortschrittspartei |